# Museo della centuriazione romana (Villadose)
Il Museo della centuriazione romana del comune di Villadose, in provincia di Rovigo espone una selezione dei materiali rinvenuti in una vasta area a nord del Canalbianco, interessata in epoca romana dalla centuriazione del municipium di Adria e documenta le campagne di ricerca di superficie condotte dal GAV - Gruppo Archeologico di Villadose. È di proprietà del Comune di Villadose e fa parte della rete del Sistema Museale Provinciale Polesine.

## Storia
La mostra archeologica sulla centuriazione romana ha origine dalla scoperta di un disegno agrario a maglie ortogonali avvenuta nel 1968 in seguito allo studio di foto aeree relative alle campagne attorno a Villadose. Le successive verifiche avviate dal Museo Civico di Rovigo nel 1984 portano a individuare la Centuriazione del territorio di Villadose come parte di un più ampio disegno agrario pertinente al Municipio romano di Adria, esteso per circa 200 km². La necessità di verificare sul campo le anomalie evidenziate dall’analisi della foto aerea portano all’avvio delle prime ricerche di superficie nel 1988 da parte di volontari del neo costituito Gruppo Archeologico di Villadose. Nel 1995, alla conclusione di questa prima campagna di ricerche, era stata indagata una porzione di territorio pari a 90 km² che include i comuni di Rovigo, Villadose, San Martino di Venezze, Ceregnano ed Adria.
Le diverse tipologie di materiali raccolti attestano la presenza diffusa di insediamenti rurali di epoca tardorepubblicana e della prima età imperiale, che stimolano i soci del GAV a dare origine alla Mostra archeologica didattica permanente, inaugurata il 26 agosto 1990 per documentare uno spaccato di vita rurale in epoca antica. Gli ulteriori recuperi di materiali portano ad un ampliamento della collezione che viene ripresentata al pubblico il 24 agosto 1991. Nel 2002 prende il via una campagna di scavo da parte dell’Università degli Studi di Verona, che riporta alla luce un insediamento composto da villa rustica con una struttura di servizio nelle vicinanze, da identificare molto probabilmente con un essiccatoio e spazi adibiti alla lavorazione della lana.

### Edificio
Il museo è ospitato al piano terra della sede del Municipio, presso la storica Villa Patella detta del Doge. Costruita nel Seicento, nel 1920 viene acquistata dai conti Biego e successivamente dall’amministrazione comunale che nel 1893 la trasforma così in sede comunale. È un edificio a tre piani con struttura architettonica che richiama quella dei palazzi ferraresi. La facciata settentrionale presenta un portone centrale incorniciato da un bugnato, motivo che viene ripetuto intorno a tutte le aperture dell’edificio. La facciata meridionale presenta un aspetto diverso, al piano terra è caratterizzata da un ampio loggiato a cinque arcate con colonne di ordine tuscanico. Al primo piano un'ampia trifora è sovrastata dallo stemma della famiglia Patella. Al suo interno sono conservati i soffitti in legno, di cui alcuni decorati nel XVIII secolo, con motivo a orditura semplice.

## La collezione

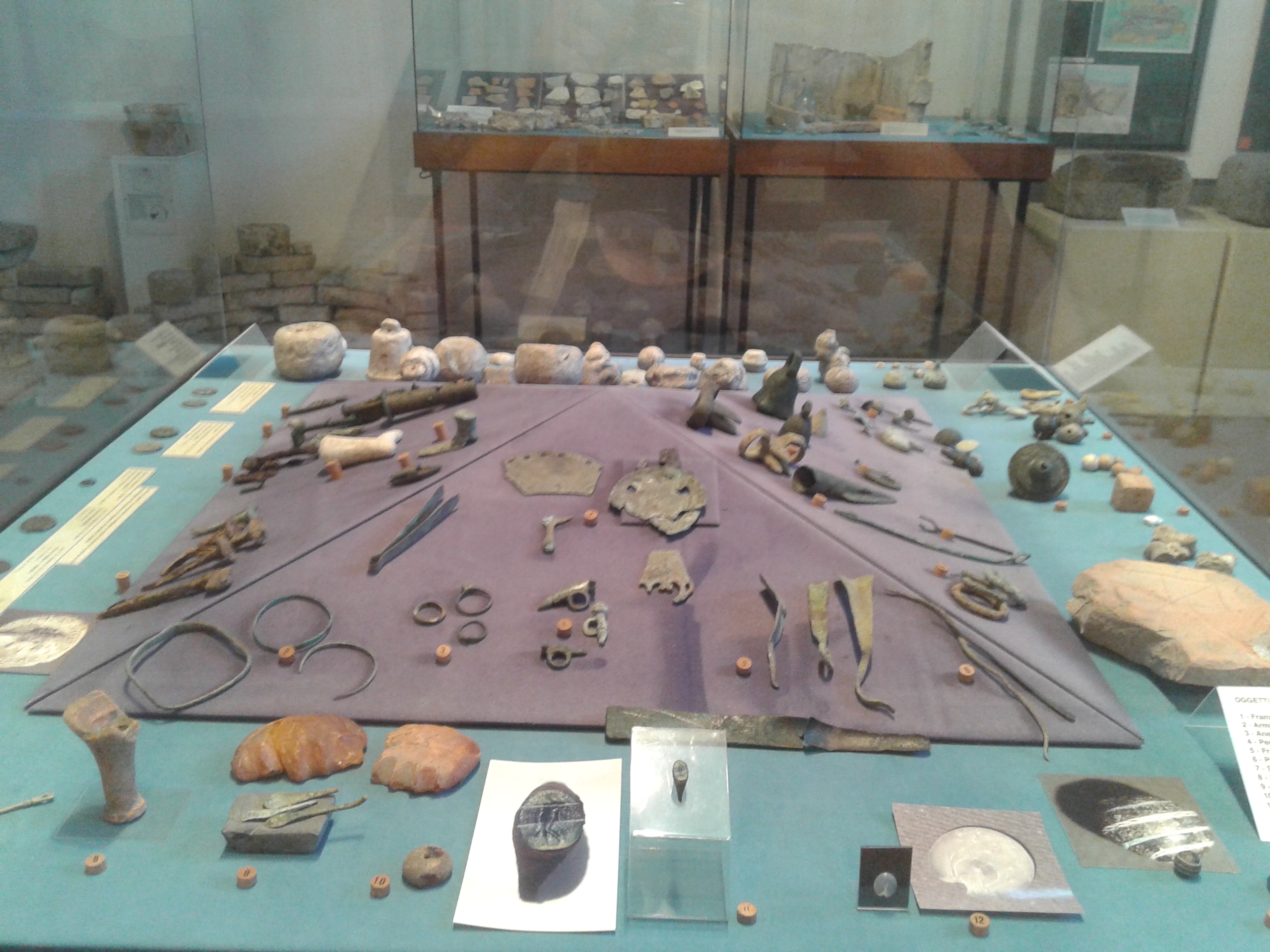
Manufatti degli antichi coloni della centuriazione.

Mediante l’esposizione di più di 400 reperti e l’utilizzo di ricostruzioni a scopo didattico, la mostra intende restituire al visitatore significativi aspetti della vita degli antichi coloni. Sono inoltre presenti alcuni bronzetti che documentano le ultime fasi della cultura dei Veneti antichi in alcune aree interessate dalla centuriazione. In particolare il materiale esposto intende illustrare le attività produttive mediante strumenti da lavoro come falcetti e pesi da telaio, gli scambi commerciali rappresentati dalle numerose monete (circa 50), la produzione di mattoni, alcuni con il bollo di fornace, ceramiche di uso comune, oggetti di ornamento come perle e monili. Varie le suppellettili per la casa: dalle chiavi, ai campanelli, alle lucerne, ai pesi da bilancia fino agli elementi architettonici decorativi. Uno spazio è dedicato ai temi religiosi e ai rituali di sepoltura, mediante la ricostruzione di una tomba a cassetta con il relativo corredo funebre. L’esposizione si articola in quattro diverse sezioni:
- prima sezione: illustra la centuriazione in generale e poi in particolare quella di Villadose;
- seconda sezione: vengono esposte le attività svolte in ambito rurale con particolare attenzione alle attività domestiche documentate sulla base dei materiali raccolti nell’area della centuriazione limitrofe al centro di Villadose;
- terza sezione: vengono esposti i risultati preliminari delle ricerche e si cerca di delineare i problemi a cui dare risposta con altre indagini;
- la quarta sezione raccoglie i materiali di epoca pre - romana che documentano una presenza marginale della civiltà dei Veneti antichi[6]

La mostra è arricchita da pannelli esplicativi, disegni e ricostruzioni a scopo didattico, che facilitano il visitatore nella lettura delle varie discipline inerenti allo studio dei materiali, dalla numismatica, alla topografia, geologia e geomorfologia. Varie foto aeree permettono d’individuare nelle vaste zone agricole tra Rovigo e Adria i segni delle suddivisioni agrarie e del decumano dell’area centuriata.